# Necropolis

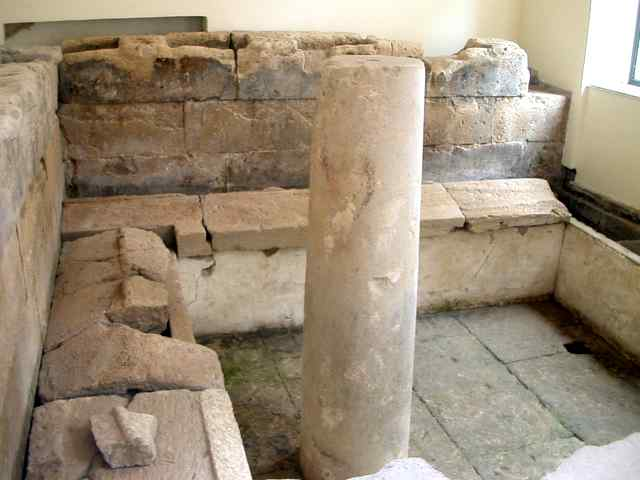
Restanten van een necropolis.

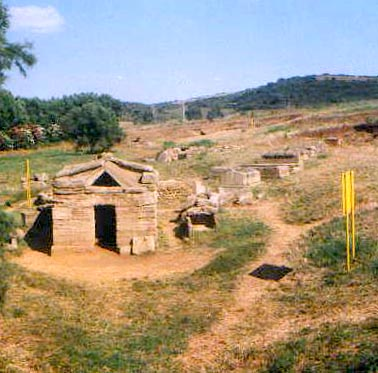
Etruskische necropolis Populonia.

Een necropolis of necropool (van het Griekse woord nekropolis dat letterlijk betekent "stad van de doden" of "dodenstad") is een grote begraafplaats. Het woord necropolis wordt vooral gebruikt voor begraafplaatsen vlak bij het centrum in oude beschavingen, zo had elke Romeinse stad een necropolis buiten haar muren liggen. De oudst bekende necropolis dateert uit 2500 jaar voor Christus. Deze is gevonden op Malta.
Het woord necropolis wordt ook vaak gebruikt in horrorverhalen om steden van de doden aan te duiden, waar zombies en andere ondode wezens ronddwalen.

## Voorbeelden
- Egypte: Vallei der Koningen, 1.500 v.C.
- Sicilië: rotsnecropolis van Pantalica, 12e -8e eeuw v.C.
- Iran: Naqsh-e Rustam, 500 v.C.
- Italië: Etruskische necropolis, Tarquinia
- Bulgarije: Thracisch graf van Kazanlak, 400 v.C.

## Afbeeldingen

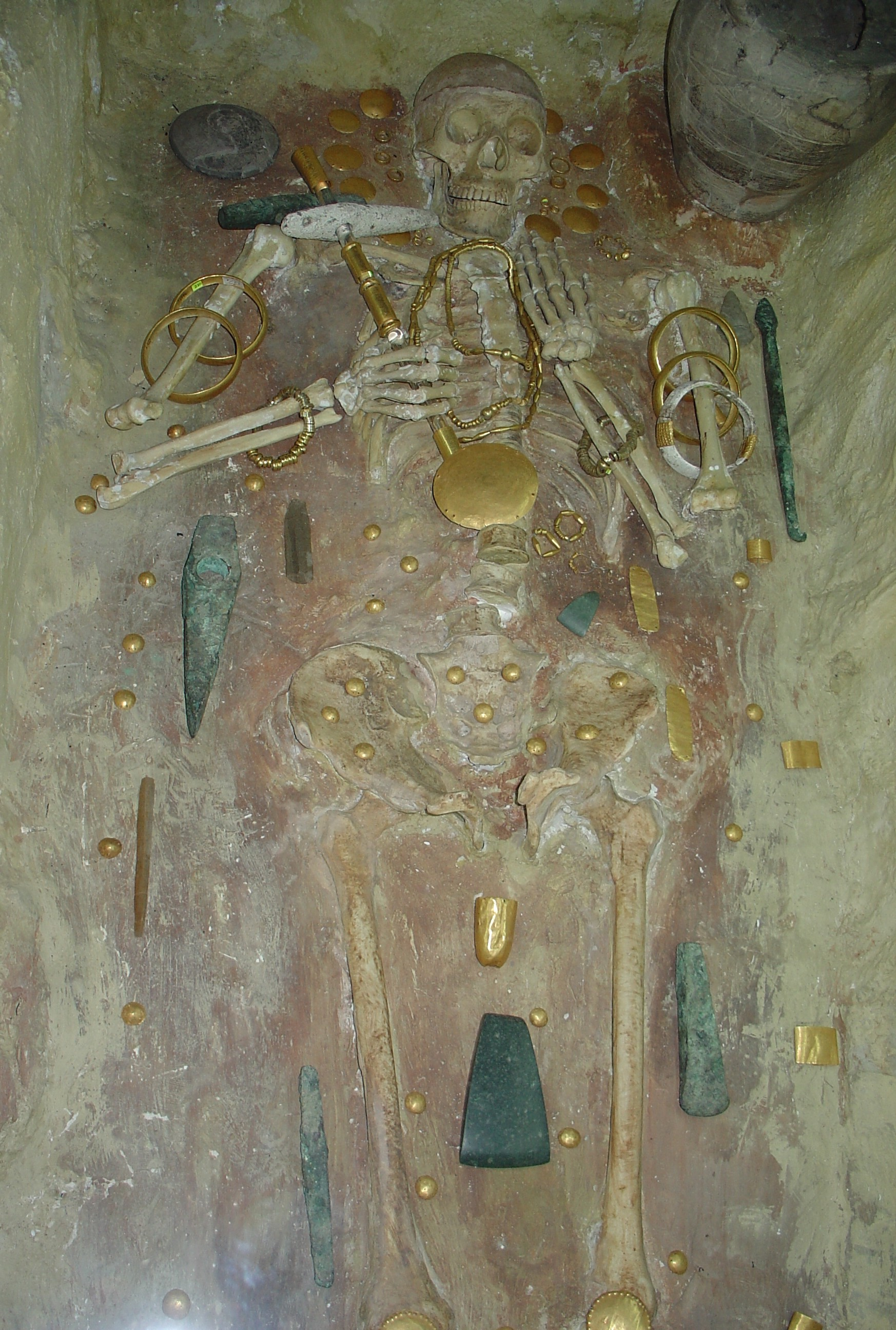
De gouden sieraden uit het grafveld van Varna (Bulgarije) behoren tot de oudst bekende gouden sieraden ter wereld